# Shi Liang
Shi Liang, född 1900, död 1985, var en kinesisk politiker (kommunist). Hon var Kinas justitieminister 1949-1959, och ansvarade för införandet av en rad av kommunistpartiets lagar om jämlikhet mellan kvinnor och män efter det kommunistiska maktövertagandet.